# La Isabela (Jaén)
La Isabela es una localidad y pedanía española perteneciente al municipio de La Carolina, en la provincia de Jaén.

## Fundación
La funda el rey Carlos III de España en el siglo XVIII, a la vez que otras localidades de las denominadas Nuevas Poblaciones.